# Nanguneri
Nanguneri is een panchayatdorp in het district Tirunelveli van de Indiase staat Tamil Nadu. 

## Demografie
Volgens de Indiase volkstelling van 2001 wonen er 6.764 mensen in Nanguneri, waarvan 49% mannelijk en 51% vrouwelijk is. De plaats heeft een alfabetiseringsgraad van 76%. 